# Förunderligt och märkligt
Förunderligt och märkligt är en julpsalm, skriven 1837 av den danske författaren Nikolaj Frederik Severin Grundtvig (i original: Forunderligt at sige). Grundtvig inspirerades av Hans Adolph Brorsons julpsalm Till Betlehem mitt hjärta, skriven 1732. Texten, som räknas till en av Europas klassiker finns i ett stort antal inspelningar. Carl Oscar Mannström översatte texten till svenska 1934. Den engelska titeln är Strange Is to Say. 
Första versen bygger på Lukasevangeliet 2:7 och andra versen bygger på Matteusevangeliet 8:20.
Musiken är av den danske kompositören Carl Nielsen.

## Publicerad i
- Herren Lever 1977 som nummer 851 under rubriken "Kyrkans år - Jul".[2]
- Psalmer och Sånger 1987 som nummer 490 under rubriken "Kyrkoåret - Jul".[1]